# RMS Titanic v popularni kulturi
RMS Titanic je imel pomembno vlogo v popularni kulturi od njegovega potopa leta 1912, v katerem je umrlo več kot 1500 ljudi, od 2224 na ladijskem korvu. Nesreča in sam Titanic sta že vrsto let predmet javne fascinacije. Navidhnili so številne knjige, igre, filme, pesmi in umetniška dela. Zgodba je bila razlagana na številne prekrivajoče se načine, med drugim tudi simbol tehnoloških hubrisov, kot podlaga za varne izboljšave, kot klasična zgodba o katastrofah, kot obtožnica razrednih delitev in kot romantične tragedije z osebnim junaštvom. Navdihnila je številne morale, družbene in politične metafore in se redno sklicuje kot previdna zgodba o omejitvah sodobnosti in ambicij.